# Alexandre Lesiège
Alexandre Lesiège (ur. 18 sierpnia 1975 w Montrealu) – kanadyjski szachista, arcymistrz od 1998 roku.

## Kariera szachowa
W szachy gra od 6. roku życia. Pierwszy znaczący sukces odniósł w roku 1989, zwyciężając w mistrzostwach Kanady juniorów do lat 14 (łącznie na swoim koncie posiada 6 tytułów mistrza kraju w różnych kategoriach wiekowych). Trzy lata później (1992, mając 16 lat) po raz pierwszy zdobył tytuł mistrza kraju. Kolejne złote medale mistrzostw Kanady zdobył w latach 1999 i 2001. Pomiędzy 1992 a 2002 rokiem czterokrotnie reprezentował barwy swojego kraju na szachowych olimpiadach (w tym dwukrotnie na I szachownicy), zdobywając 28 pkt w 50 partiach. Dwukrotnie wystąpił w mistrzostwach świata rozegranych systemem pucharowym, w roku 2000 awansując do II rundy, natomiast w 2001 - odpadając w I rundzie. W roku 1999 podzielił II lokatę (za Aleksandrem Szabałowem, a wraz z Zbynkiem Hrackiem) w otwartym turnieju MK Cafe w Koszalinie. Zwyciężył bądź podzielił I miejsca w Nowym Jorku (1993), Warwick na Bermudach (1995) i Cappelle-la-Grande (2002) oraz wielokrotnie w Quebecu, jak również w Montrealu (m.in. 2001, 2003 i 2004).
Najwyższy ranking w karierze osiągnął 1 października 2001 r., z wynikiem 2589 punktów zajmował wówczas pierwsze miejsce wśród kanadyjskich szachistów.